# Fill adoptiu de la vila d'Olesa de Montserrat
El Fill adoptiu de la vila d'Olesa de Montserrat és un títol atorgat per la casa consistorial del municipi d'Olesa de Montserrat. El registre dels títols i altres condecoracions es poden trobar a l'Arxiu Històric Municipal d'Olesa de Montserrat.

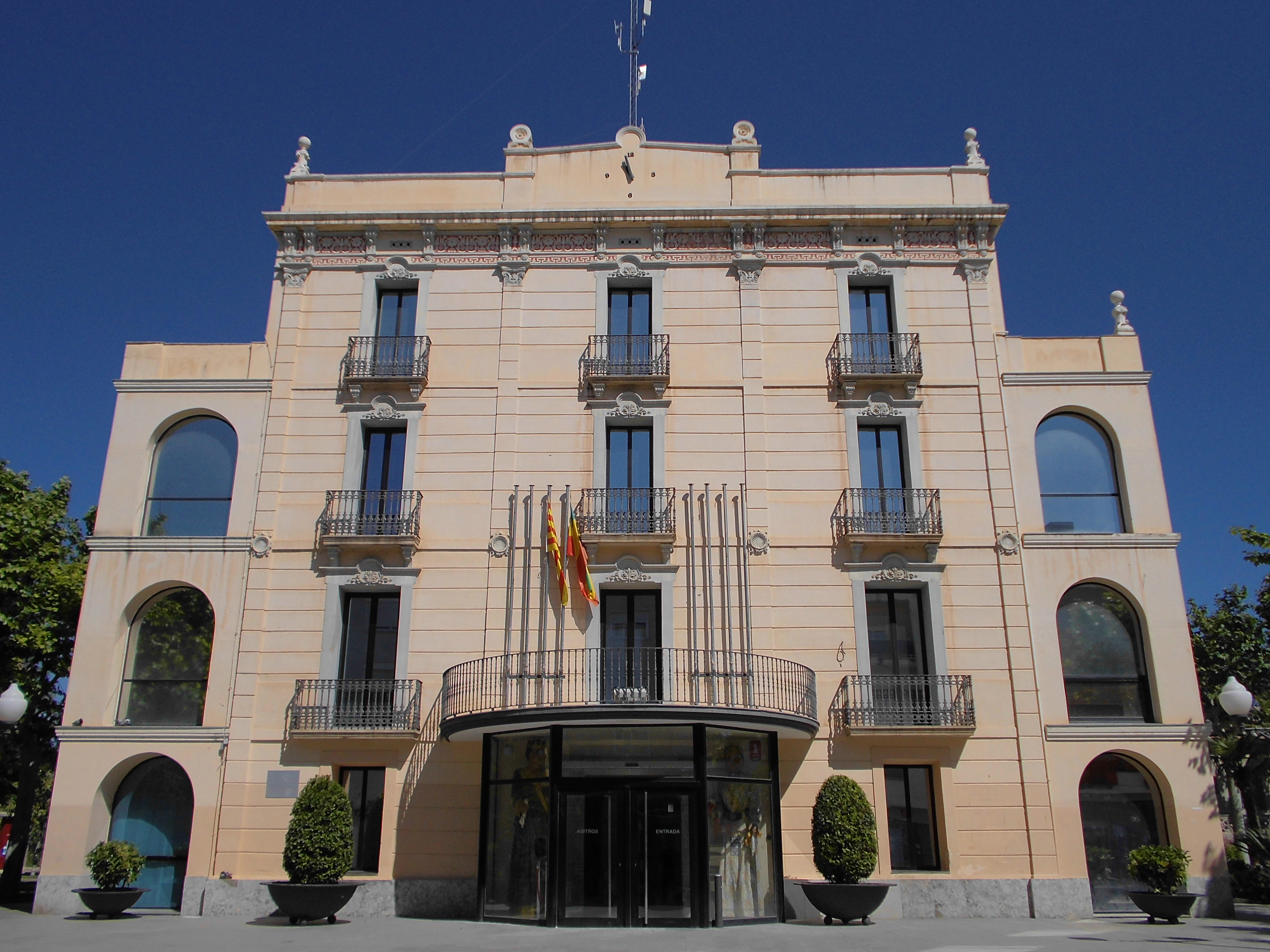
Ajuntament d'Olesa de Montserrat

## Fills i filles adoptives d'Olesa de Montserrat
- Lucia Martínez Santidrian rebut l'any 1996[1]
- Joan Povill i Adserà[2]
- Santa Mare Paula Montal i Fornés
- Arquebisbe Ramon Torrella i Cascante (Olesa de Montserrat, 30/04/1923 - Tarragona 22/04/2004)